# Парлиър (град, Калифорния)
Парлиър (на английски: Parlier) е град в окръг Фресно, щата Калифорния, САЩ. Парлиър е с население от 15 250 жители (по приблизителна оценка от 2017 г.) и обща площ от 4,2 km². Намира се на 105 m надморска височина. ЗИП кодовете му са 93648, а телефонният му код е 559.